# ロング・トール・サリー (アルバム)
『ロング・トール・サリー』（英語: Long Tall Sally）は、イギリスのロックバンド・ビートルズの5枚目の公式EP。ビートルズのEPとしては、それまでに発売された「アルバムのダイジェスト版的な物」や「過去のシングル曲を集めたヒット曲集的な物」と違い、初めて全曲未発表の新曲が収録された（本作以外でEPで新曲が発表されたのは1967年の『マジカル・ミステリー・ツアー』のみ）。パーロフォンレーベルからモノラル盤としてリリースされた。

## 解説
収録された4曲のうち3曲がカヴァー曲で、唯一のオリジナル曲である「アイ・コール・ユア・ネーム」も、ビートルズと同じリバプール出身で、パーロフォン・レーベルと契約していたロック歌手、ビリー・J・クレイマー (Billy J. Kramer) とザ・ダコタズ (the Dakotas) に提供した楽曲をセルフカバーした曲であるため、イギリスで発売されたシングル、アルバム、EP盤では唯一の「全曲カバー曲で占められた作品」となっている。約1か月後に発売された3枚目のオリジナル・アルバムである『ハード・デイズ・ナイト』は全曲がレノン＝マッカートニーのオリジナル曲で構成されており、これとは正反対のコンセプトで作られたEPである。

### リリース史
- アメリカでは、このEPに収録されていた楽曲は2枚のアルバムに分けて発表された。1枚目は『ザ・ビートルズ・セカンド・アルバム』（「ロング・トール・サリー」と「アイ・コール・ユア・ネーム」収録）、2枚目は『サムシング・ニュー』（「スロウ・ダウン」と「マッチ・ボックス」収録）である。
- 1970年、日本でイギリスのオリジナルEPのうち、『マジカル・ミステリー・ツアー』を除く12作品が再発売されたが、イギリスのオリジナル盤と異なり、全ての楽曲はステレオ・ヴァージョンで収録された（ただしアメリカでは、前述のアルバム2枚のステレオ盤で既に本EP収録曲のステレオ・ヴァージョンが発表されていた）。
- 1976年、このEPに収録されていた4曲が、2枚組28曲入りのコンピレーション・アルバム『ロックン・ロール・ミュージック』に収録された。これら4曲のステレオ・ヴァージョンがイギリスで発表されたのは、これが初めてである。
- 1978年、LPボックス『The Beatles Collection』（イギリス版）のボーナス・アルバムとして制作されたアルバム未収録曲集『レアリティーズ』に、本EP収録の4曲がオリジナルのモノラル・ヴァージョンで再収録された。ただし。アメリカ編集盤の『レアリティーズ Vol.2』は内容が全く別で、本EP収録曲は1曲も収録されなかった[2]。
- 1988年、ビートルズの公式アルバムがCD化された際、アルバム未収録曲を集めたコンピレーション・アルバム『パスト・マスターズ Vol.1』に本EP盤収録の4曲のステレオ・ヴァージョンが収録された。
- 1992年、イギリスのオリジナルEP盤15作品がCD化され、『Compact Disc EP Collection』としてセット販売された際、本EPのオリジナルのモノラル盤も初めてCDとしてリリースされた。
- 2004年、アメリカキャピトル・レコードが、ビートルズのアメリカ版アルバムをCD化し、ボックス・セット『The Capitol Albums, Volume 1』として発売した。このセットには上述2枚のアルバムもステレオ盤、モノラル盤共に収録された。
- 2009年9月9日に、公式アルバムのリマスター盤ボックス・セット『ザ・ビートルズ BOX』が発売された際、上述の『パスト・マスターズ Vol.1』も、『パスト・マスターズ Vol.2』との2枚組としてまとめられ収録、ステレオ・ヴァージョンがリリースされた。
- 2009年に公式アルバムのモノラル盤ボックス・セット『ザ・ビートルズ MONO BOX』が発売された際、アルバム未収録のモノラル・ヴァージョンを集めた『モノ・マスターズ』が収録され、モノラル・ヴァージョンがリリースされた。

## 収録曲

### Side 1
1. ロング・トール・サリー - Long Tall Sally (Johnson - Penniman - Blackwell)
  - 演奏時間：（2'03"）、リード・ヴォーカル：ポール・マッカートニー
  - リトル・リチャードのカヴァー曲。
2. アイ・コール・ユア・ネーム - I Call Your Name (Lennon - McCartney)
  - 演奏時間：（2'08"）、リード・ヴォーカル：ジョン・レノン
  - ビリー・J・クレイマーとザ・ダコタスへの提供曲のセルフ・カヴァー。

### Side 2
1. スロウ・ダウン - Slow Down (Williams)
  - 演奏時間：（2'56"）、リード・ヴォーカル：ジョン・レノン
  - ラリー・ウィリアムズのカヴァー曲。
2. マッチ・ボックス - Matchbox (Perkins)
  - 演奏時間：（1'58"）、リード・ヴォーカル：リンゴ・スター
  - カール・パーキンスのカヴァー曲。